# Nařízení o evropském exekučním titulu
Nařízení o exekučním titulu pro nesporné nároky je právní akt Evropské unie usilující o zjednodušení a urychlení procesu vzájemného uznávání a vykonávání rozhodnutí v občanských a obchodních věcech. Nařízení vytváří evropský exekuční titul pro nároky, které nejsou napadány dlužníky. Jedná se o potvrzení vydávané státem původu, které umožňuje v cílovém státu vykonat rozhodnutí, smíry a veřejné listiny týkající se nesporných nároků, aniž by bylo nutné v tomto druhém státě zahajovat jakékoliv řízení.